# Chthonius strinatii
Chthonius strinatii är en spindeldjursart som beskrevs av Volker Mahnert 1975. Chthonius strinatii ingår i släktet Chthonius och familjen käkklokrypare. Inga underarter finns listade i Catalogue of Life.